# (3781) Dufek
(3781) Dufek (1986 RG1) – planetoida z grupy pasa głównego asteroid okrążająca Słońce w ciągu 4,8 lat w średniej odległości 2,84 j.a. Odkrył ją Antonín Mrkos 2 września 1986 roku.